# Convocações para a Copa do Mundo FIFA de 1930
Abaixo estão os elencos das seleções que participaram da Copa do Mundo FIFA de 1930: